# فيليب بودري
فيليب بودري هو مبارز بالسيف كندي، ولد في 16 مارس 1987 في شيربروك في كندا.

## وصلات خارجية
- فيليب بودري على موقع الاتحاد الدولي للمبارزة (الإنجليزية)
- فيليب بودري على موقع أوليمبيديا (الإنجليزية)